# 菲雅克区
菲雅克区（法語：arrondissement de Figeac）是法国洛特省所辖的一个区。总面积1593.3平方公里，总人口54615，人口密度34人/平方公里（2018年）。主要城镇为菲雅克。

## 辖区
菲雅克区辖有118个市镇。